# ヨハネス・フランツ・オイゲン・フォン・ザヴォイエン

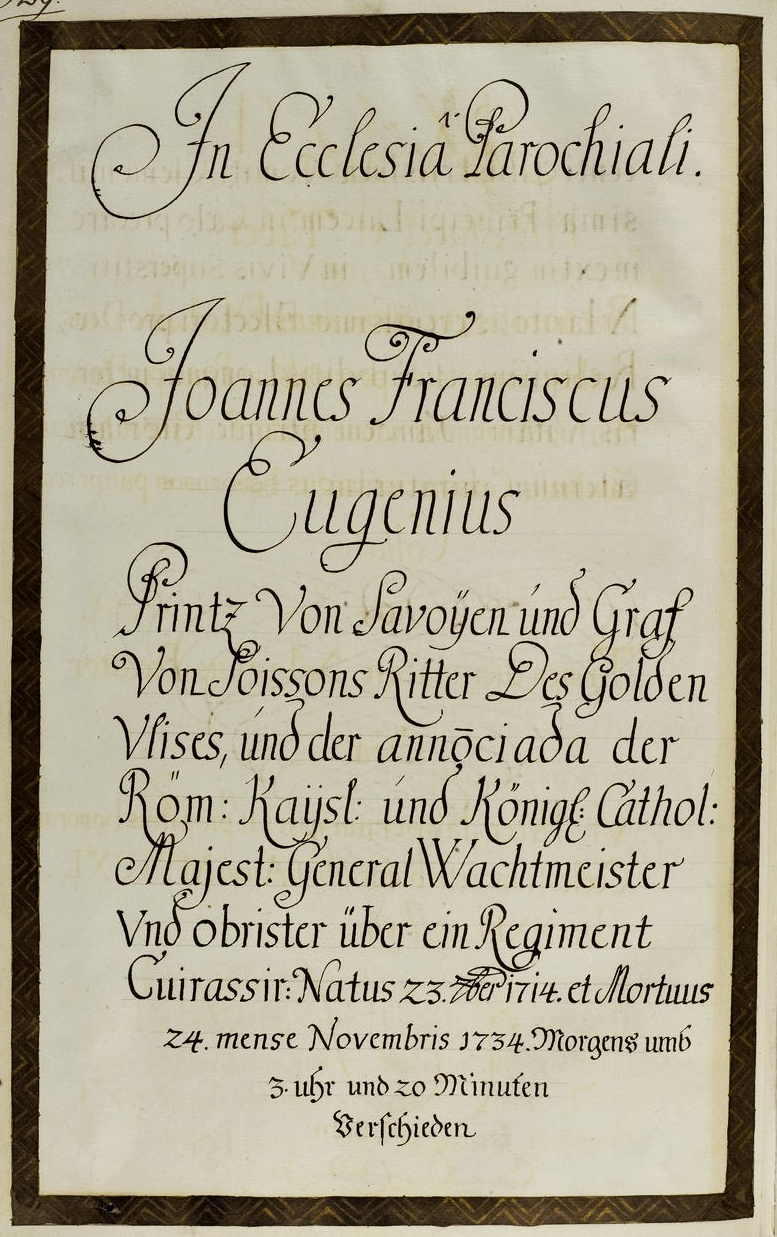
『テサウルス・パラティヌス（Thesaurus Palatinus, 宮廷の宝物庫）』に記録されたオイゲンの墓碑銘文の写し

ヨハネス・フランツ・オイゲン・フォン・ザヴォイエン（Johannes Franz Eugen von Savoyen, 1714年9月23日 - 1734年11月24日）は、神聖ローマ皇帝（ハプスブルク帝国）軍の将軍。ソワソン伯。皇帝軍の元帥オイゲン・フォン・ザヴォイエンの甥孫。最終階級は陸軍少将に相当するGeneralfeldwachtmeister。

## 生涯
ソワソン伯エマヌエル・トーマス・フォン・ザヴォイエンと、リヒテンシュタイン侯ヨハン・アダム・アンドレアスの娘マリア・テレジア（1694年 - 1772年）の間の唯一の子として生まれた。
1729年父が死ぬとソワソン伯位を継承。1733年ポーランド継承戦争が始まると、大叔父オイゲン公子の指揮下でライン方面軍に参加した。父より引き継いだ胸甲騎兵連隊「若きサヴォイア公子（„Jung-Savoyen“）」連隊（後の第8竜騎兵連隊)の連隊長（所有者・大佐）としての従軍であった。1734年4月3日、陸軍少将に昇任し、金羊毛騎士団及び聖アヌンツィアータ騎士団の騎士に叙せられた。
オイゲンは従軍中に「激しい高熱（„Hitzigen Fieber“,チフス）」に冒され、1734年11月24日の早朝3時20分頃に駐屯先のマンハイムで息を引き取った。20歳の若さだった。戦友たちは彼の遺体を同市内の聖ゼバスティアン教会内の墓所の1つに葬った。その墓の位置は現在では不明となっているが、その墓の形状や墓碑の銘文の内容は郷土史家ヨハン・フランツ・カペリーニ・フォン・ヴィンケンブルクの著作『テサウルス・パラティヌス（Thesaurus Palatinus,宮廷の宝物庫）』によって現在に伝わっている。
死の2週間前の1734年11月10日、マッサ＝カッラーラ女公マリーア・テレーザ・チーボ＝マラスピーナとの代理結婚式がマッサにて挙行されたが、オイゲンが新妻に会うことなく急死したため無効となった。マリーア・テレーザは1741年にエルコレ3世・デステと結婚した。